# Banco Nacional de Liechtenstein

Logo do banco

Liechtensteinische Landesbank AG é um banco localizado em Liechtenstein, com sede na capital Vaduz. Desde 1993, está listada como uma empresa na Bolsa de Valores da Suíça ( LLBN ), com a maioria das ações (57,5%) de propriedade do estado de Liechtenstein. Como o estado está em uma união aduaneira e monetária com a Suíça e adotou o franco suíço como moeda oficial, a política monetária e a oferta de dinheiro são de responsabilidade exclusiva do Banco Nacional Suíço (SNB).

## Tarefas
Devido ao acordo de união valuta assinado do Liechtenstein com a Suíça e à adoção do franco suíço como moeda oficial, o Banco Nacional Suíço desempenha a maioria das funções na administração de macrofinanças, moeda e crédito dos bancos. O Banco Nacional do Liechtenstein, no entanto, é responsável pelas seguintes três tarefas:
1. "Ser secretariado do Governo na administração das macrofinanças, moeda, crédito dos Bancos no país."
2. "Promover e manter a estabilidade de preços no país; fortalecer a eficiência do mecanismo de pagamentos."
3. "Promover e facilitar o controle dos fluxos de dinheiro para servir ao plano de desenvolvimento socioeconômico do Liechtenstein."

## Diretores (Diretor Executivo do Grupo)
- Eduard Batliner, 1928–1967 [1]
- Josef Hilti, 1967-1971 [1]
- Werner Strub, 1971-1979 [1]
- Karlheinz Heeb, 1979-1996 [1]
- René Kästli, 1996–1999 [1]
- Josef Fehr, 2000-2012 [1]
- Roland Matt, 2012- [2]

## Assembleia Geral de Acionistas
Desde 1993, o Banco Nacional do Liechtenstein está listado como uma empresa na Bolsa de Valores da Suíça, com a maioria das ações (57,5%) de propriedade do estado de Liechtenstein.